# Accréditation (gestion de la qualité)
Pour les articles homonymes, voir Accréditation.

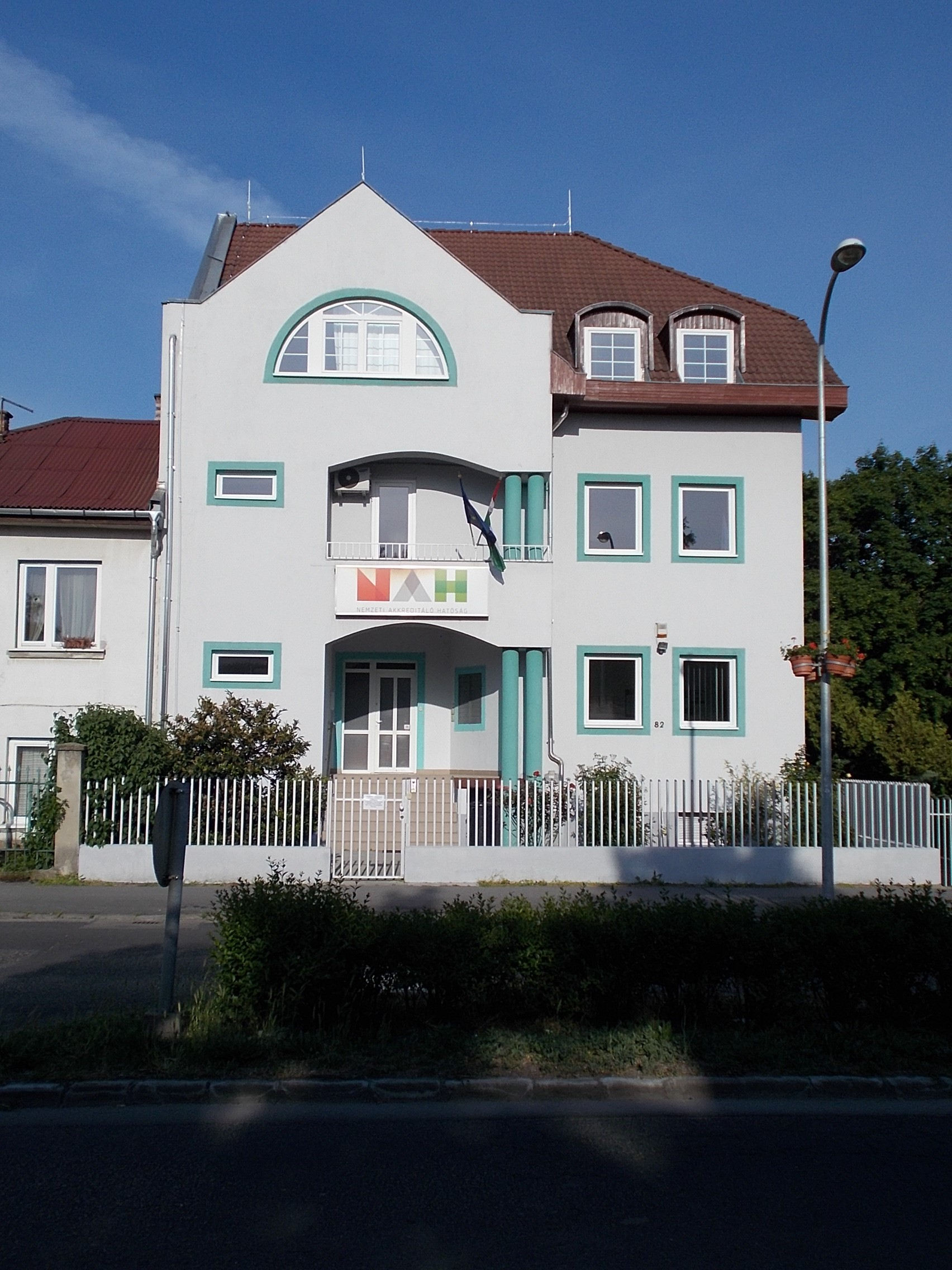
Le siège de l'Autorité nationale (hongroise) d'accréditation.

Dans le domaine de la gestion de la qualité, l’accréditation est une reconnaissance d’un organisme dans un domaine donné. Elle peut être une démarche volontaire, pour mettre en valeur sa compétence ou rendue obligatoire dans le cadre d'une réglementation. Dans certaines réglementations les pouvoirs publics accordent une reconnaissance temporaire afin de donner à l'accréditeur l'opportunité d'évaluer le savoir-faire (la compétence) des organismes demandeurs durant 12 ou 24 mois.
Elle s’appuie sur un référentiel normatif définissant des exigences en matière de compétence technique et de mise en œuvre d'un système de management.

## Présentation générale
L’organisme accréditeur décide de l’accréditation d’une organisation sur la base des résultats d'une évaluation qui porte à la fois sur la compétence technique et la mise en œuvre d'un système de management. Cette évaluation est réalisée par une équipe dont les compétences techniques permettent de couvrir l'ensemble des domaines à évaluer (Techniques et Management).
Au vu de cette évaluation qui rapporte les preuves de conformité, ainsi que les potentiels écarts, l’organisme accréditeur accorde ou non l’accréditation à l'organisme pour un domaine clairement identifié dans son accréditation, pour une durée maximale de cinq années. Dans le cas où l’accréditation est obtenue, des audits réguliers sont programmés pour s'assurer que l'organisme respecte toujours les dispositions préétablies initialement évaluées (Norme, Techniques et système interne de management), et leurs éventuelles évolutions.
L’accréditation est accordée pour des domaines ou des opérations bien définis. L'organisme accrédité peut alors justifier de celle-ci en apposant, sur les rapports qu’il transmet à ses clients, le logo de l’organisme accréditeur, lorsque l’opération est effectivement couverte par l’accréditation. Dans le cas où des parties ne seraient pas couvertes par l'accréditation, ces éléments sont identifiés comme étant hors accréditation (Document Cofrac GEN REF 11) http://www.cofrac.fr/documentation/GEN-REF-11

## Référentiel normatif
Les organismes d'accréditation sont soumis à la norme d'organisation suivante :
- ISO/CEI 17011 : Évaluation de la conformité - Exigences générales pour les organismes d'accréditation procédant à l'accréditation d'organismes d'évaluation de la conformité

Liste des différents documents normatifs internationaux ou nationaux servant de référentiel d’accréditation :
- ISO 15189 : Laboratoires de biologie médicale - Exigences concernant la qualité et la compétence
- ISO/CEI 17020 : Évaluation de la conformité - Exigences pour le fonctionnement de différents types d'organismes procédant à l'inspection
- ISO/CEI 17021-1 : Évaluation de la conformité - Exigences pour les organismes procédant à l'audit et à la certification de systèmes de management
- ISO/CEI 17024 : Évaluation de la conformité - Exigences générales pour les organismes de certification procédant à la certification de personnes
- ISO/CEI 17025 : Évaluation de la conformité - Exigences générales concernant la compétence des laboratoires d'étalonnages et d'essais
- ISO/CEI 17043 : Évaluation de la conformité - Exigences générales concernant les essais d’aptitude
- ISO/CEI 17065 : Évaluation de la conformité - Exigences pour les organismes certifiant les produits, les procédés et les services
- EN 45011 : (remplacée par la norme EN ISO/CEI 17065 depuis le 15 septembre 2015)
- ISO/CEI 14065 : Gaz à effet de serre - Exigences pour les organismes fournissant des validations et des vérifications des gaz à effet de serre en vue de l'accréditation ou d'autres formes de reconnaissance et règlement (UE) n°600/2012
- NF X 50-091 : Qualification - Exigences générales relatives aux organismes de qualification d'entreprises
- ISO 17034 : Exigences générales pour la compétence des producteurs de matériaux de référence

L'accréditation en tant qu'organisme de certification s'effectue selon la norme ISO/CEI 17021-1 en combinaison ou non avec d'autres normes telles que l'ISO/TS 22003 : Systèmes de management de la sécurité des denrées alimentaires - Exigences pour les organismes procédant à l'audit et à la certification de systèmes de management de la sécurité des denrées alimentaires ou encore en combinaison avec la Suite ISO/CEI 27000 : Famille des standards SMSI (ou ISO27000) selon le document Cofrac CERT CEPE REF 33.

## L’accréditation au Luxembourg
Au Luxembourg, l'Office luxembourgeois d'accréditation et de surveillance, mieux connu sous l'acronyme OLAS, est l'organisme national d'accréditation. Il a été créé par la loi du 22 mars 2000.

## L’accréditation en France
En France, le Comité français d’accréditation (Cofrac) est l’organisme accréditeur. Il est reconnu comme instance unique, en France, depuis 2003 à la suite de la signature d’une convention cadre.
L'État utilise de plus en plus le dispositif d’accréditation dans le but de garantir la compétence et l'impartialité des organismes à qui il confie certaines missions de contrôle. Ainsi, au lieu de réaliser les contrôles en direct, l’Etat délègue cette mission à des organismes privés et s’appuie sur le Cofrac pour valider la compétence de ces organismes, s'assurer de leur impartialité et surveiller régulièrement la façon dont ils opèrent.

## L’accréditation en Belgique
Depuis le 1er août 2006, BELAC est l’unique organisme belge d’accréditation. Il est placé sous la responsabilité du Service public fédéral Économie.

## Équivalence internationale
Afin de faciliter les échanges internationaux, les différents organismes d’accréditation nationaux ont mis en place des systèmes de reconnaissance multipartite qui permettent à une société accréditée dans son pays de voir cette dernière reconnue dans les autres pays signataires.
Pour l’Europe, les différents organismes adhérents à EA (European co-operation for Accreditation) qui gère les signataires et les reconnaissances mutuel au sein du MLA (MultiLateral Agrement) .
Au niveau mondial, les différents organismes adhérents à ILAC (International Laboratory Accreditation Co-operation) qui gère les signataires et les reconnaissances mutuel des laboratoires au sein du MRA (Mutual Recognition Arrangement)  ou à IAF (International Accreditation Forum) qui gère les signataires et les reconnaissances mutuel des laboratoires au sein du MRA (Mutual Recognition Arrangement) .